# Кульчинська соснина
Кульчи́нська сосни́на — лісовий заказник місцевого значення в Україні. Розташований у межах Турійського району Волинської області, в селі Кульчин. 
Площа 51,7 га. Статус надано відповідно до рішення Волинського облвиконкому № 226 від 31.10.1991 року. Перебуває у віданні ДП «Турійське ЛГ», Турійське л-во. кв. 5, вид. 1-13, 24-25, 27-28. 
Статус надано з метою збереження цінного лісового масиву сосни звичайної, розташованого в межах населеного пункту.

## Галерея

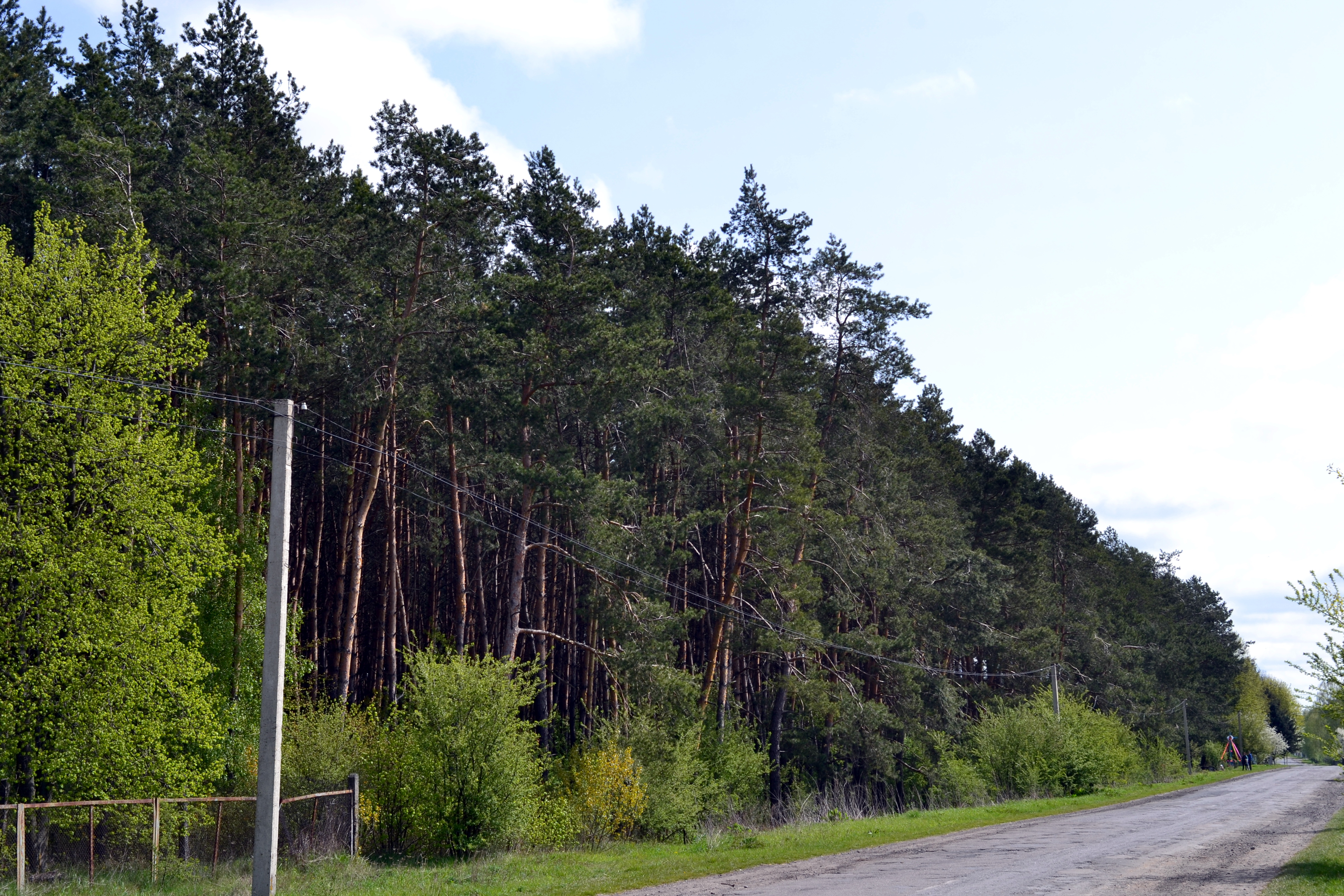
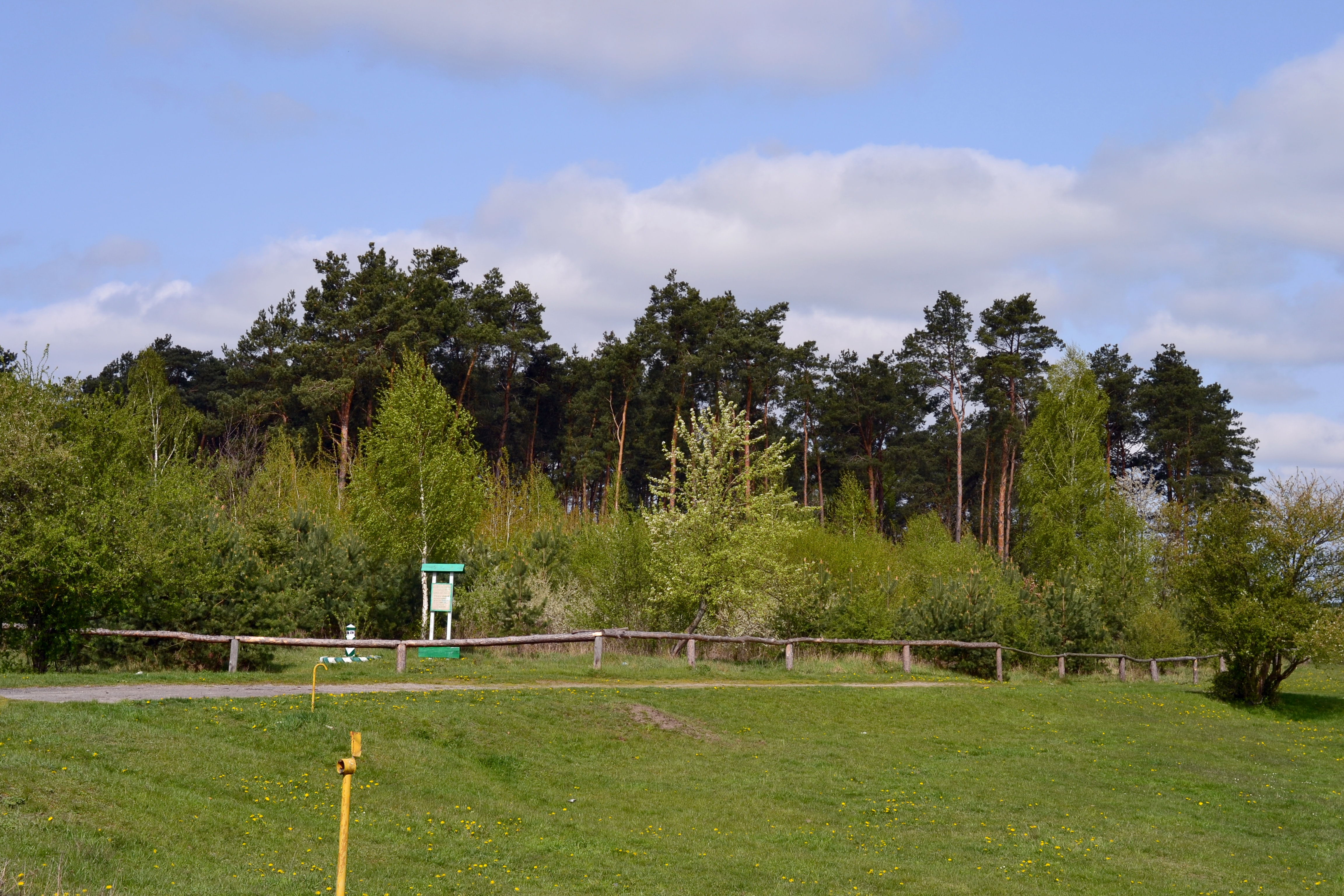
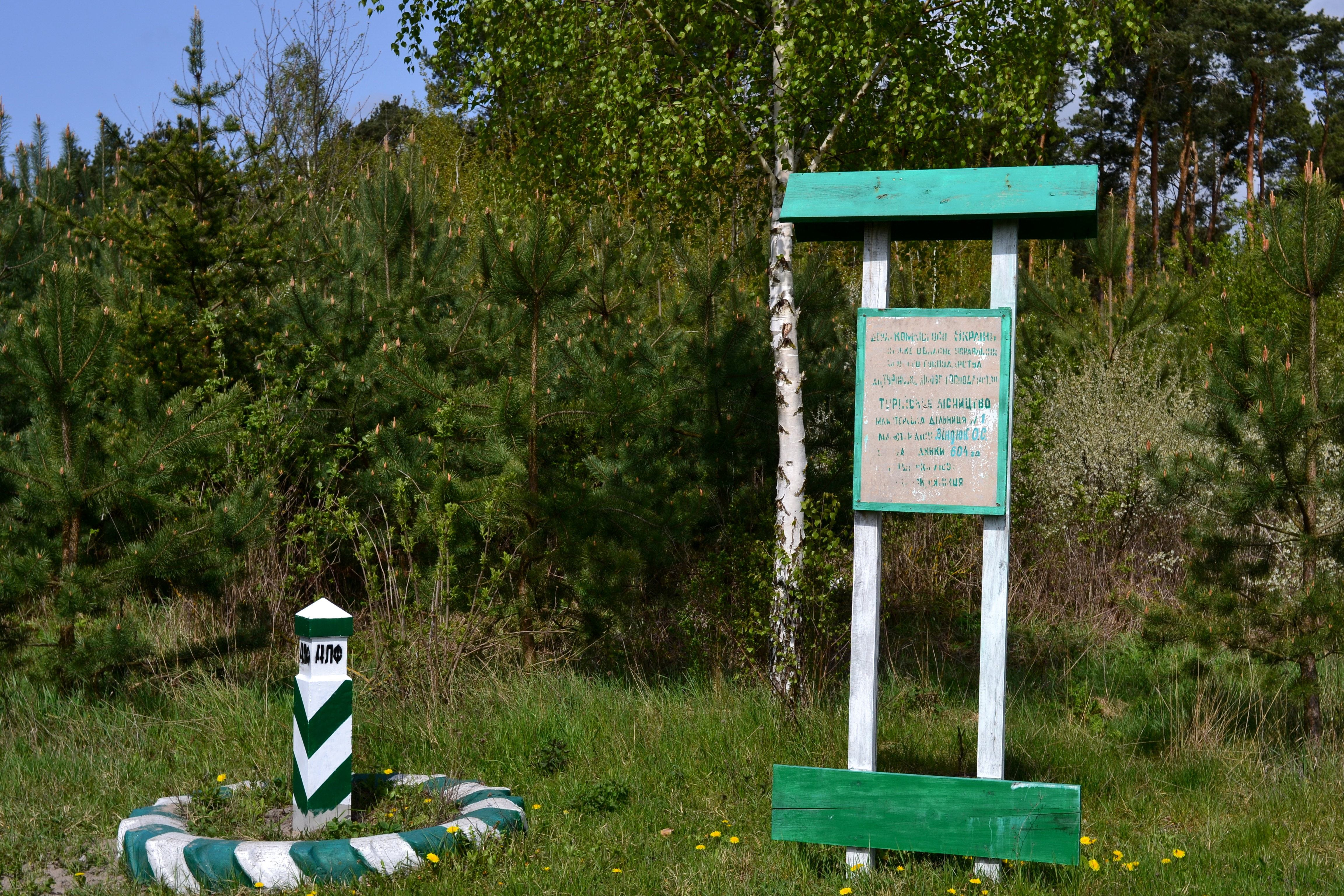
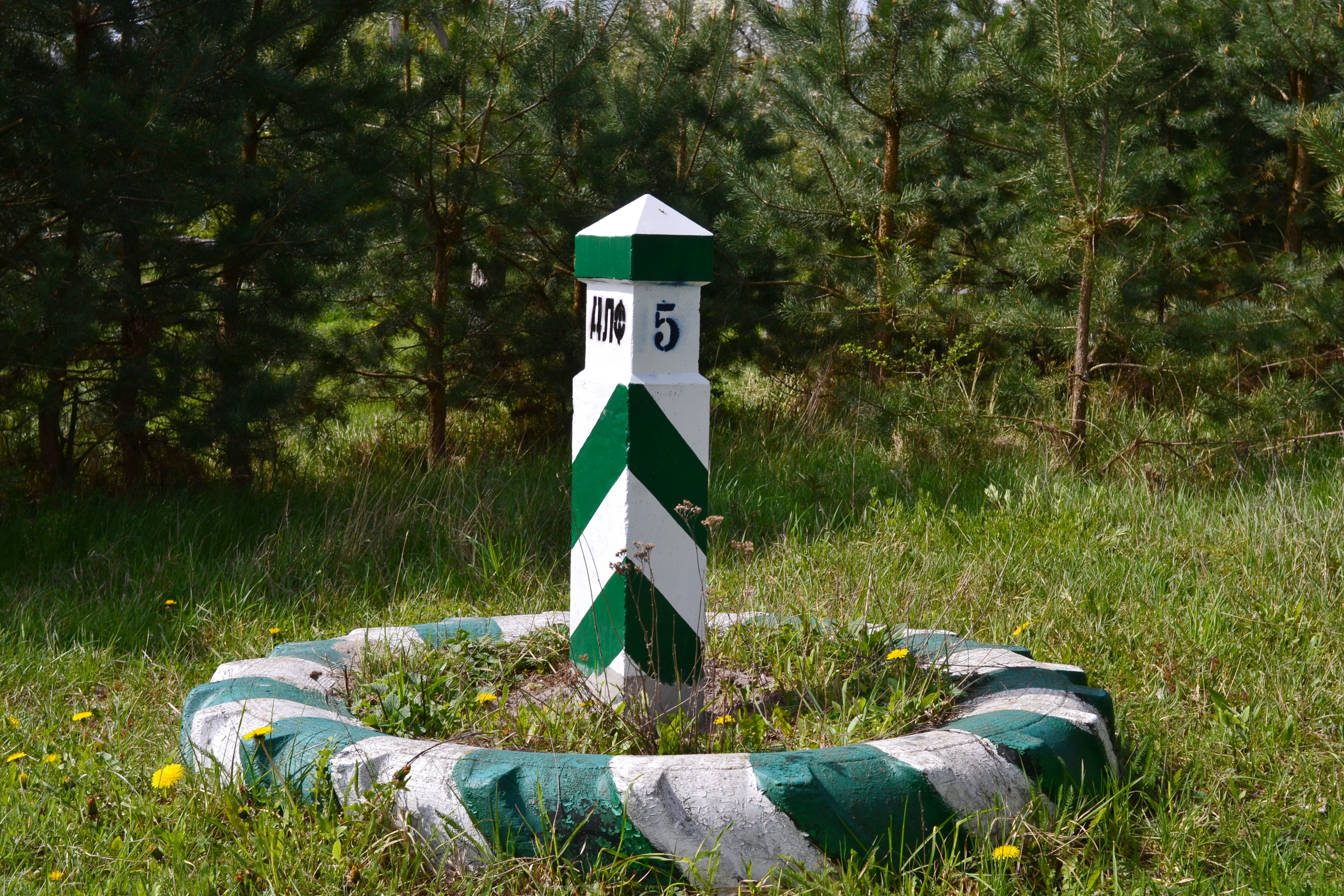